# Diego Fagúndez
Diego Santiago Fagúndez Pepe (Montevideo, 14 februari 1995) is een Uruguayaans voetballer die bij voorkeur als aanvaller speelt. Hij stroomde in 2011 door vanuit de jeugd van New England Revolution.

## Clubcarrière
Fagúndez speelde in de jeugd bij FC United (Massachusetts), FC Greater Boston Bolts en New England Revolution. Hij debuteerde in de Major League Soccer op 6 april 2011 tegen Chivas USA. Sindsdien speelde hij al in meer dan 90 competitiewedstrijden voor New England Revolution, waarin hij al meer dan twintig keer het net vond.